# ガラスマオの滝
ガラスマオの滝（ガラスマオのたき。英語、Ngardmau Waterfalls）は、太平洋に位置するパラオ諸島を構成する島の1つであるバベルダオブ島北西部に存在する瀑布である。

## 地理

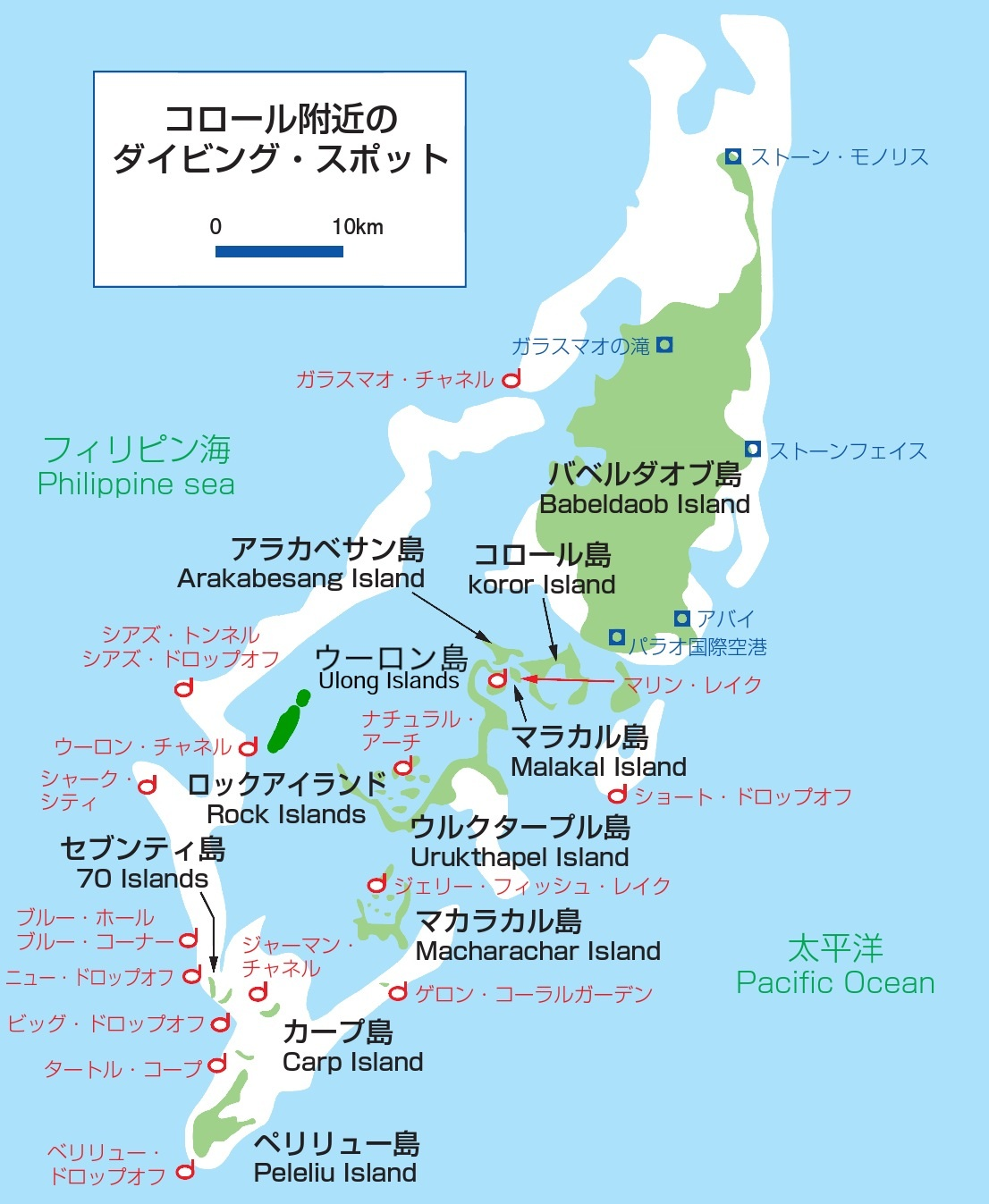
ガラスマオの滝のおおよその位置。

バベルダオブ島内にはガスパンの滝のように他にも瀑布が存在するものの、ガラスマオの滝は島内最大の瀑布であるばかりか、パラオ共和国においても最大の瀑布である。ガラスマオの滝は、同国における最高峰であるゲルチェレチュース山の近くに存在しており、その落差は約30 mで、幅は約37 mである。

## 交通
ガラスマオの滝周辺へ来る手段は基本的に徒歩であり、大人の足で約40 分程度の行程である。従来はコロールから最寄の港までボートで渡った上で、そこから徒歩で来るという行程が一般的であった。しかし、2007年にバベルダオブ島を1周する舗装された周回道路のコンパクト・ロードが開通したことにより、自動車で滝へのトレッキング開始地点へと来る事が容易となり、以降はこちらが主要な行程となっている。なお、日本統治時代には鉄道もあったものの、それは廃線となっており、当時の蒸気機関車なども放置されており、この当時あった神社も廃墟となっている。

## 伝説
伝説では、昔、森の中からやって来た巨大で1つ目のウナギが魔力を持っていたため、ガラスマオの人々はそれを神と崇めていた。ウナギは横たわって眠ると2度と目覚めず、時が経ち川へと姿を変え、頭が滝に変わったと言われている。